# Västerträsket, Västerbotten
Västerträsket är en sjö i Robertsfors kommun i Västerbotten och ingår i Dalkarlsåns huvudavrinningsområde. Sjön har en area på 0,207 kvadratkilometer och ligger 98 meter över havet. Sjön avvattnas av vattendraget Högforsån.

## Delavrinningsområde
Västerträsket ingår i det delavrinningsområde (711706-173630) som SMHI kallar för Mynnar i Dalkarlsån. Medelhöjden är 79 meter över havet och ytan är 31,76 kvadratkilometer. Det finns inga avrinningsområden uppströms utan avrinningsområdet är högsta punkten. Högforsån som avvattnar avrinningsområdet har biflödesordning 2, vilket innebär att vattnet flödar genom totalt 2 vattendrag innan det når havet efter 13 kilometer. Avrinningsområdet består mestadels av skog (67 procent) och sankmarker (24 procent). Avrinningsområdet har 0,44 kvadratkilometer vattenytor vilket ger det en sjöprocent på 1,3 procent.